# Kristina Ohlsson
Kristina Ohlsson (ur. 2 marca 1979 w Kristianstad) – szwedzka autorka kryminałów, politolog. 
Urzędnik ds. zwalczania terroryzmu w OBWE (Organizacji Bezpieczeństwa i Współpracy w Europie). Wcześniej pracowała w szwedzkich służbach specjalnych, szwedzkim Ministerstwie Spraw Zagranicznych oraz szwedzkiej Akademii Obrony Narodowej (Swedish National Defense College), gdzie specjalizowała się w problematyce Bliskiego Wschodu oraz polityce zagranicznej Unii Europejskiej.
W 2009 roku debiutowała powieścią Niechciane (oryg. Askungar), pierwszą częścią cyklu kryminalnego o Fredrice Bergman. Dwie kolejne powieści Ohlsson, Odwet (oryg. Tusenkönor) oraz Na skraju ciszy (oryg. Änglavakter), zyskały uznanie Szwedzkiej Akademii Literatury Kryminalnej i zostały nominowane do nagrody za najlepszą powieść kryminalną, odpowiednio w 2010 i 2011 roku. W 2010 roku Kristina Ohlsson otrzymała prestiżową Stabilo Prize, a w 2012 roku jeden z największych dzienników szwedzkich, Expressen, uznał ją za najlepszą skandynawską autorkę powieści kryminalnych.
Kristina Ohlsson mieszka w Sztokholmie. W 2012 roku zaangażowała się w kampanię prezydencką Baracka Obamy, a ostatnio została ambasadorką ds. przedsiębiorczości kobiet przy szwedzkiej Agencji Rozwoju Gospodarczego i Regionalnego (Swedish Agency for Economic and Regional Growth). Włada językiem niemieckim i hebrajskim, których uczyła się odpowiednio w Niemczech i w Izraelu.

## Twórczość

### Seria o Fredrice Bergman
- Niechciane, Prószyński i S-ka, 2010 (Askungar, 2009)
- Odwet, Prószyński i S-ka, 2011 (Tusenskönor, 2010)
- Na skraju ciszy, Prószyński i S-ka, 2013 (Änglavakter, 2011)
- Wyścig z czasem, Prószyński i S-ka, 2014 (Paradisoffer, 2012)
- Papierowy chłopiec, Prószczyński Media, 2015 (Davidsstjärnor, 2013)

### Inne
- Den bekymrade byråkraten, 2014

#### Seria o Martinie Bennerze
- Zagadka Sary Tell, Prószyński i S-ka, 2015 (Lotus blues, 2014)
- Pojedynek z diabłem, Prószyński i S-ka, 2016 (Mios blues, 2015)[2]